# Bezirk Gossau
Der Bezirk Gossau war von 1803 bis Ende 2002 eine Verwaltungseinheit des Kantons St. Gallen in der Schweiz. Seit 2003 ist er ein Teil des Wahlkreises St. Gallen.

## 1803–1831
Der Bezirk Gossau bestand seit der Gründung des Kantons St. Gallen im Jahr 1803 aus den Gemeinden Bronschhofen, Wil, Zuzwil, Oberbüren, Niederbüren, Niederhelfenschwil, Gossau, Andwil und Waldkirch.
Im Jahr 1831 wurde der bisherige Bezirk Gossau in den „neuen“ Bezirk Gossau und den Bezirk Wil aufgeteilt. Beim Bezirk Gossau blieben die Gemeinden Gossau, Andwil und Waldkirch. Aus dem Bezirk Rorschach kamen Gaiserwald und Straubenzell hinzu.

## 1831–1918
Mit der Stadtverschmelzung wurde die Gemeinde Straubenzell zusammen mit Tablat am 30. Juni 1918 mit der Stadt St. Gallen vereinigt. Straubenzell wurde dadurch aus dem Bezirk Gossau herausgelöst und in den Bezirk St. Gallen integriert.

## 1918–2002
Das Bundesamt für Statistik führte den Bezirk unter der BFS-Nr. 1703.

## Die Gemeinden des ehemaligen Bezirks Gossau
| Wappen     | Gemeindename | PLZ       | Einwohner (31. Dezember 2023) | Fläche in km² | Einwohner pro km² |
| ---------- | ------------ | --------- | ----------------------------- | ------------- | ----------------- |
| Andwil     | Andwil       | 9204      | 2128                          | 6,31          | 337               |
| Gaiserwald | Gaiserwald   | 9030      | 8609                          | 12,63         | 682               |
| Gossau     | Gossau       | 9200      | 18'454                        | 27,51         | 671               |
| Waldkirch  | Waldkirch    | 9205      | 3544                          | 31,34         | 113               |
| Total (4)  | Total (4)    | Total (4) | 32’392                        | 77,79         | 416               |

## Veränderungen im Gemeindebestand

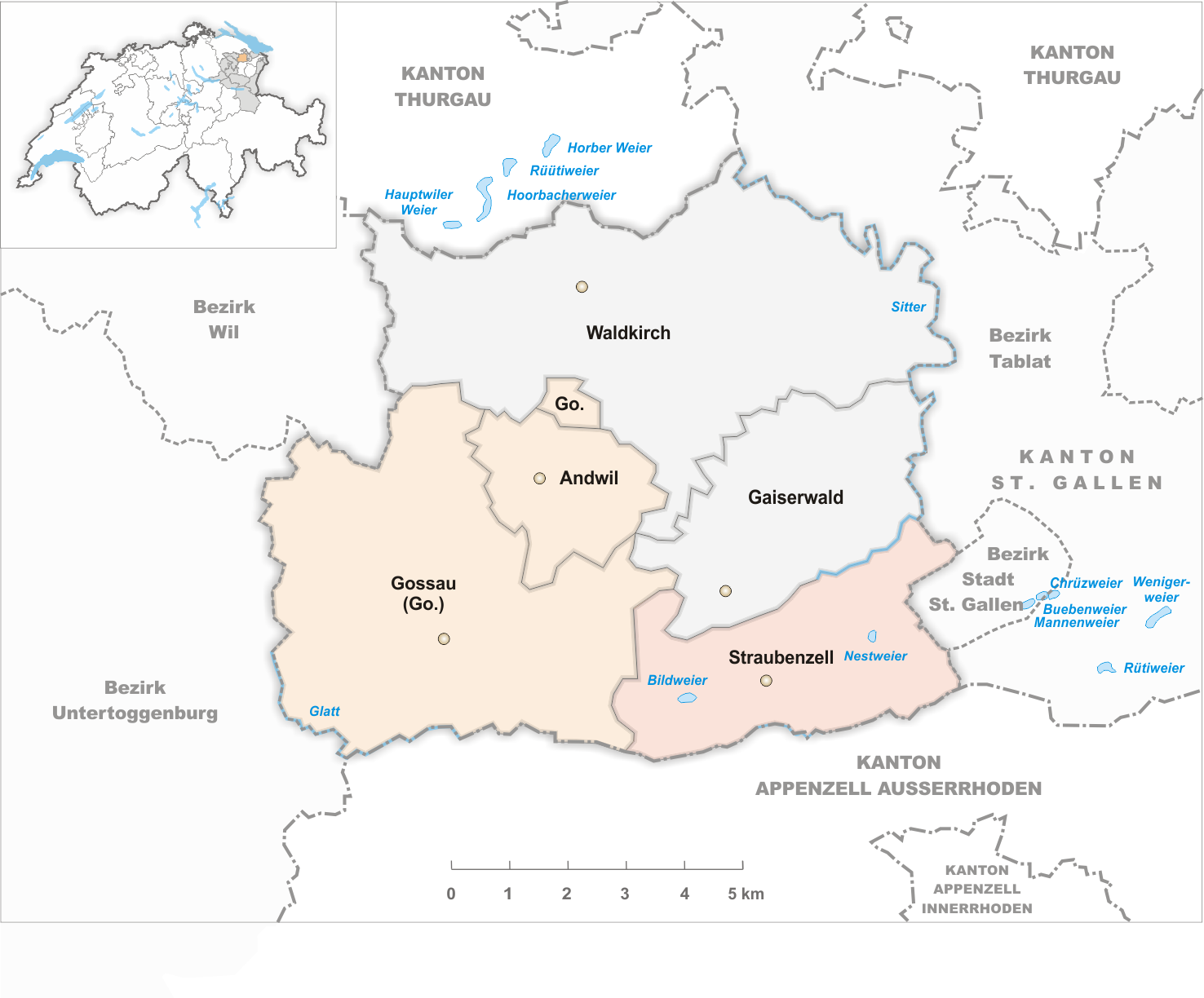
Gemeinden bis 1917

- 1918: Fusion und Bezirkswechsel der Gemeinde Straubenzell vom Bezirk Gossau → St. Gallen in den Bezirk St. Gallen
- 1918: Grenzbereinigung in den Gemeinden Andwil und Gossau